# Brückenbergschachtbahn
| Streckennummer: | sä. ZB               |                                                                 |                                                                 |
| Kursbuchstrecke: | -                    |                                                                 |                                                                 |
| Streckenlänge: | 3,59 km              |                                                                 |                                                                 |
| Spurweite: | 1435 mm (Normalspur) |                                                                 |                                                                 |
| Maximale Neigung: | 28,57 ‰              |                                                                 |                                                                 |
| |                      |                                                                 |                                                                 |
| \| \| \| von Werdau Bogendreieck \| \| \| \| \| von Falkenstein \| \| \| \| \| Zwickau (Sachs) Hbf (Keilbahnhof) \| \| \| \| \| nach Dresden \| \| \| \| \| Abzw Zwickau (Sachs) Hbf Stw B4 \| 275 m \| \| \| \| nach Schwarzenberg \| \| \| \| 0,00 \| Abzw Zwickau (Sachs) Hbf Stw W3 \| 275 m \| \| \| \| nach Reinsdorf / Zwickau Zentrum \| \| \| \| \| \| \| \| \| 0,37 \| EÜ Saarstraße \| EÜ Saarstraße \| \| \| 0,62 \| EÜ Planitzer Straße \| 270 m \| \| \| \| \| \| \| \| 0,90 \| EÜ Äußere Schneeberger Straße (Strecke Zwickau–Zwickau-Zentrum) \| EÜ Äußere Schneeberger Straße (Strecke Zwickau–Zwickau-Zentrum) \| \| \| \| \| \| \| \| 1,00 \| Anst Tiefbauschacht I und II \| Anst Tiefbauschacht I und II \| \| \| 1,05 \| EÜ Breithauptstraße \| EÜ Breithauptstraße \| \| \| 1,15 \| Planitzbach \| Planitzbach \| \| \| 1,28 \| EÜ Bundesstraße 93 \| EÜ Bundesstraße 93 \| \| \| 1,32 \| Flutbrücke \| Flutbrücke \| \| \| 1,40 \| Zwickauer Mulde \| Zwickauer Mulde \| \| \| 1,470 \| Anst Saalberg \| Anst Saalberg \| \| \| 1,50 \| Reinsdorfer Straße \| Reinsdorfer Straße \| \| \| 1,52 \| Pöhlauer Bach \| Pöhlauer Bach \| \| \| \| \| \| \| \| \| Anst Brückenbergschacht I \| \| \| \| \| Anst Metalleichtbaukombinat \| \| \| \| 2,55 \| (neue Trasse ab 1952) \| (neue Trasse ab 1952) \| \| \| 2,68 \| Anst Brückenbergschacht I (bis 1952) \| Anst Brückenbergschacht I (bis 1952) \| \| \| \| Anst Brückenbergschacht III / Kraftwerk \| \| \| \| 3,15 \| \| \| \| \| 3,19 \| Pöhlau \| 305 m \| \| \| 3,24 \| Anst Brückenbergschacht II und IV \| Anst Brückenbergschacht II und IV \| \| \| \| \| \| \| \| \| \| \| \| \| 4,30 \| EÜ Pöhlauer Straße \| EÜ Pöhlauer Straße \| \| \| 4,75 \| Bundesstraße 173 \| Bundesstraße 173 \| \| \| 5,20 \| Anst Martin-Hoop-Schacht III \| Anst Martin-Hoop-Schacht III \| \| \| 6,00 \| Anst Betonplattenwerk \| Anst Betonplattenwerk \| \| \| 6,10 \| Bundesstraße 173 \| Bundesstraße 173 \| \| \| 6,40 \| Anst Martin-Hoop-Schacht IV / IVa \| 377 m \| \| \| 6,95 \| Haldenbrücke \| Haldenbrücke \| \| \| 7,65 \| Anst Bergbauausrüstung \| 370 m \| |                      |                                                                 |                                                                 |
| Strecke |                      | von Werdau Bogendreieck                                         | von Werdau Bogendreieck                                         |
| Abzweig geradeaus und von rechts |                      | von Falkenstein                                                 | von Falkenstein                                                 |
| Bahnhof |                      | Zwickau (Sachs) Hbf (Keilbahnhof)                               | Zwickau (Sachs) Hbf (Keilbahnhof)                               |
| Abzweig geradeaus und nach links |                      | nach Dresden                                                    | nach Dresden                                                    |
| ehemalige Blockstelle |                      | Abzw Zwickau (Sachs) Hbf Stw B4                                 | 275 m                                                           |
| Abzweig geradeaus und nach rechts |                      | nach Schwarzenberg                                              | nach Schwarzenberg                                              |
| ehemalige Blockstelle | 0,00                 | Abzw Zwickau (Sachs) Hbf Stw W3                                 | 275 m                                                           |
| Abzweig ehemals geradeaus und nach rechts |                      | nach Reinsdorf / Zwickau Zentrum                                | nach Reinsdorf / Zwickau Zentrum                                |
| |                      |                                                                 |                                                                 |
| Brücke | 0,37                 | EÜ Saarstraße                                                   | EÜ Saarstraße                                                   |
| Brücke | 0,62                 | EÜ Planitzer Straße                                             | 270 m                                                           |
| |                      |                                                                 |                                                                 |
| Kreuzung mit U-Bahn geradeaus oben | 0,90                 | EÜ Äußere Schneeberger Straße (Strecke Zwickau–Zwickau-Zentrum) | EÜ Äußere Schneeberger Straße (Strecke Zwickau–Zwickau-Zentrum) |
| |                      |                                                                 |                                                                 |
| Abzweig geradeaus und ehemals nach links | 1,00                 | Anst Tiefbauschacht I und II                                    | Anst Tiefbauschacht I und II                                    |
| Brücke | 1,05                 | EÜ Breithauptstraße                                             | EÜ Breithauptstraße                                             |
| Brücke über Wasserlauf | 1,15                 | Planitzbach                                                     | Planitzbach                                                     |
| Brücke | 1,28                 | EÜ Bundesstraße 93                                              | EÜ Bundesstraße 93                                              |
| Brücke | 1,32                 | Flutbrücke                                                      | Flutbrücke                                                      |
| Brücke über Wasserlauf | 1,40                 | Zwickauer Mulde                                                 | Zwickauer Mulde                                                 |
| Abzweig geradeaus und ehemals nach links | 1,470                | Anst Saalberg                                                   | Anst Saalberg                                                   |
| Bahnübergang | 1,50                 | Reinsdorfer Straße                                              | Reinsdorfer Straße                                              |
| Brücke über Wasserlauf | 1,52                 | Pöhlauer Bach                                                   | Pöhlauer Bach                                                   |
| Strecke |                      |                                                                 |                                                                 |
| Strecke · Abzweig geradeaus und nach links (Strecke außer Betrieb) |                      | Anst Brückenbergschacht I                                       | Anst Brückenbergschacht I                                       |
| Strecke · Abzweig geradeaus und nach links (Strecke außer Betrieb) |                      | Anst Metalleichtbaukombinat                                     | Anst Metalleichtbaukombinat                                     |
| Strecke von links (außer Betrieb) · Kreuzung geradeaus unten (Querstrecke außer Betrieb) · Abzweig geradeaus und nach rechts (Strecke außer Betrieb) | 2,55                 | (neue Trasse ab 1952)                                           | (neue Trasse ab 1952)                                           |
| Strecke (außer Betrieb) · Abzweig geradeaus und ehemals von links · Strecke nach rechts (außer Betrieb) | 2,68                 | Anst Brückenbergschacht I (bis 1952)                            | Anst Brückenbergschacht I (bis 1952)                            |
| Abzweig geradeaus und von rechts (Strecke außer Betrieb) · Strecke |                      | Anst Brückenbergschacht III / Kraftwerk                         | Anst Brückenbergschacht III / Kraftwerk                         |
| Strecke nach links (außer Betrieb) · Abzweig geradeaus und ehemals von rechts | 3,15                 |                                                                 |                                                                 |
| Betriebs-/Güterbahnhof Strecke ab hier außer Betrieb | 3,19                 | Pöhlau                                                          | 305 m                                                           |
| Abzweig geradeaus und von rechts (Strecke außer Betrieb) | 3,24                 | Anst Brückenbergschacht II und IV                               | Anst Brückenbergschacht II und IV                               |
| Strecke (außer Betrieb) |                      |                                                                 |                                                                 |
| Abzweig geradeaus und nach links (Strecke außer Betrieb) · Abzweig geradeaus und von rechts (Strecke außer Betrieb) |                      |                                                                 |                                                                 |
| Brücke (Strecke außer Betrieb) | 4,30                 | EÜ Pöhlauer Straße                                              | EÜ Pöhlauer Straße                                              |
| Strecke mit Straßenbrücke (Strecke außer Betrieb) | 4,75                 | Bundesstraße 173                                                | Bundesstraße 173                                                |
| Abzweig geradeaus und nach rechts (Strecke außer Betrieb) | 5,20                 | Anst Martin-Hoop-Schacht III                                    | Anst Martin-Hoop-Schacht III                                    |
| Abzweig geradeaus und von links (Strecke außer Betrieb) | 6,00                 | Anst Betonplattenwerk                                           | Anst Betonplattenwerk                                           |
| Strecke mit Straßenbrücke (Strecke außer Betrieb) | 6,10                 | Bundesstraße 173                                                | Bundesstraße 173                                                |
| Abzweig geradeaus und nach links (Strecke außer Betrieb) | 6,40                 | Anst Martin-Hoop-Schacht IV / IVa                               | 377 m                                                           |
| Strecke mit Straßenbrücke (Strecke außer Betrieb) | 6,95                 | Haldenbrücke                                                    | Haldenbrücke                                                    |
| | 7,65                 | Anst Bergbauausrüstung                                          | 370 m                                                           |

Die Brückenbergschachtbahn war eine nur dem Güterverkehr dienende Nebenbahn in Sachsen, die ursprünglich als Kohlenbahn vom Zwickauer Brückenberg-Steinkohlenbau-Verein erbaut wurde. Sie verlief von Zwickau zu den Steinkohlenschächten in der Flur Pöhlau.

## Geschichte
Der Zwickauer Brückenberg-Steinkohlenbau-Verein wurde am 25. Juni 1855 gegründet, um die unter dem Brückenberg östlich von Zwickau lagernden Steinkohlevorräte zu fördern. Der Abtransport der dort geförderten Kohlen sollte mittels einer eigenen Kohlenbahn geschehen. Das Angebot der Oberhohndorf-Reinsdorfer Kohleneisenbahn, das Zweiggleis im Sammelbahnhof Schedewitz einmünden zu lassen, wurde allerdings durch den Brückenberg-Steinkohlenbau-Verein aus Konkurrenzgründen abgelehnt. Am 23. August 1870 erhielt der Brückenberg-Steinkohlenbau-Verein die Genehmigung für eine eigene Kohlenbahn, die direkt an das Staatsbahnnetz in Zwickau anbinden sollte. Der Bau der Strecke kam indes nur langsam voran. Gründe dafür waren einerseits die komplizierte Trassierung, als auch der Mangel an Arbeitern während des Deutsch-Französischen Krieges.
Eröffnet wurde die Kohlenbahn im September 1872. Die Betriebsführung übernahmen die Königlich Sächsischen Staatseisenbahnen auf Rechnung des Brückenberg-Steinkohlenbau-Vereins. Der Betriebsvertrag wurde am 31. Januar 1873 geschlossen. Eine später mehrfach geforderte Verlängerung der Strecke in Richtung Mülsen und Lichtenstein sowie die Aufnahme eines Personenverkehrs kam nicht zustande.
Ab 1882 kam als weiterer Nutzer der Strecke der Erzgebirgische Steinkohlen-Actien-Verein (EStAV) hinzu. Der EStAV teufte unmittelbar südlich der Zwickauer Altstadt zwei Schächte (Tiefbauschacht I und II) ab, die fortan für einen signifikanten Anstieg der Verkehrsleistung sorgten. Ein Vertrag zwischen dem EStAV und dem Brückenberg-Steinkohlenbau-Verein regelte die Mitnutzung der Kohlenbahn.
Einen weiteren Verkehrsaufschwung gab es in den Jahren ab 1900. Die Gewerkschaft Morgenstern erwarb neue Kohlenfelder östlich der bestehenden Schächte und teufte an der Dresdner Straße den Morgensternschacht III ab, der ab 1909 mit einer Zweigbahn an die Brückenbergschachtbahn angeschlossen wurde. Ein 1906 geschlossener Vertrag erlaubte die Mitnutzung der Brückenbergschachtbahn durch die Gewerkschaft Morgenstern. Der Bahnhof Pöhlau wurde in der Folge zu einem leistungsfähigen Sammelbahnhof ausgebaut. Der Kohleversand in Pöhlau steigerte sich von 270.000 Tonnen im Jahr 1905 auf 400.000 Tonnen im Jahr 1915.
Nach dem Zweiten Weltkrieg wurden die bislang privaten Steinkohle-Bergwerksgesellschaften entschädigungslos enteignet und in Volkseigentum überführt. Die Schächte der inzwischen zur Gewerkschaft Morgenstern verschmolzenen beiden Werke firmierten fortan als VEB Steinkohlenwerk Karl Marx und VEB Steinkohlenwerk Martin Hoop. Aus dem EStAV wurde das Steinkohlenwerk August Bebel. Für den Betrieb der Kohlenbahn änderte sich nur wenig, allerdings wurden die entsprechenden Zweiggleise als Anschlussbahnen den neuen Firmen zugeordnet. Der Bahnhof Pöhlau wurde fortan durch das Steinkohlenwerk Karl Marx verwaltet.

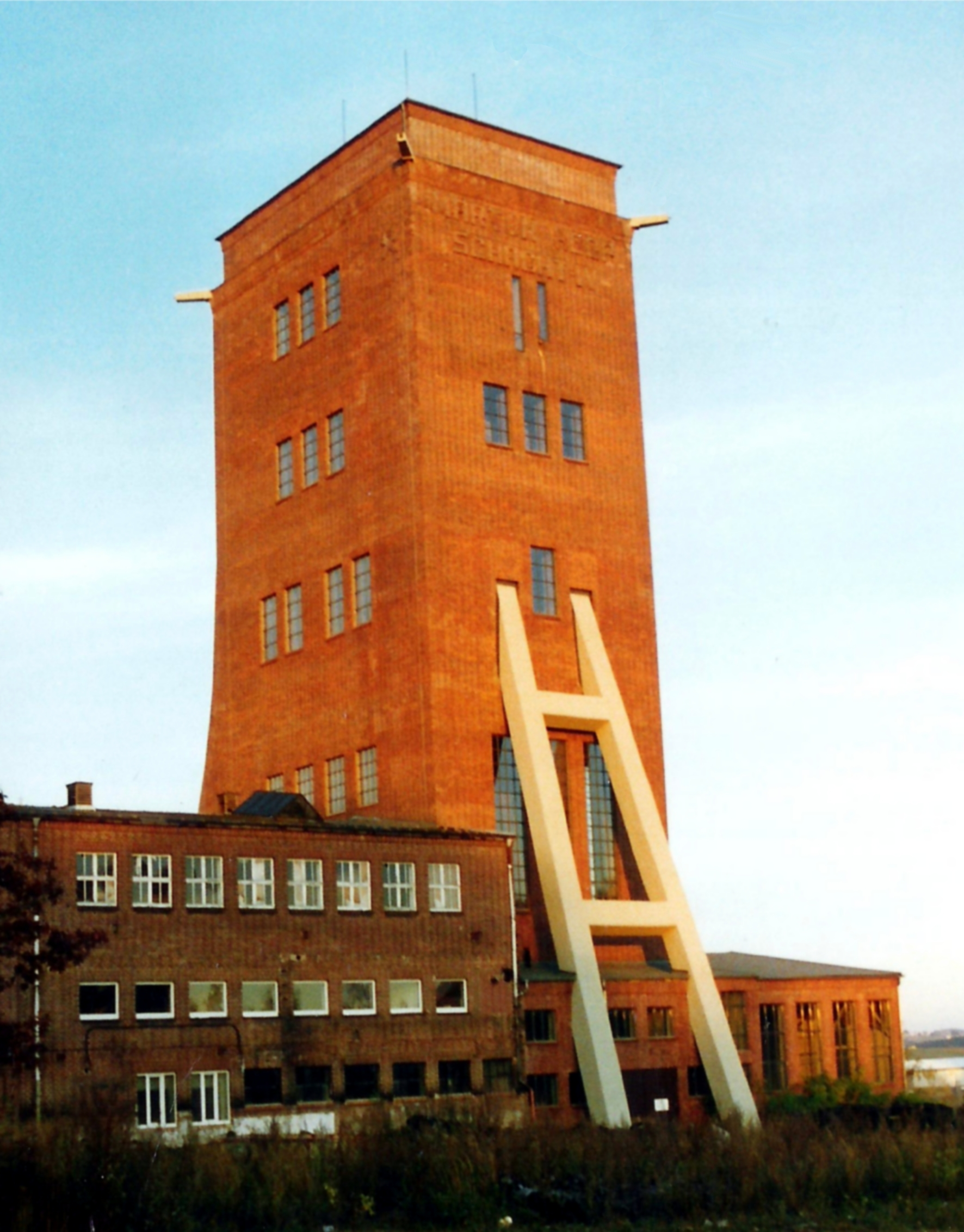
Der ehemalige Martin-Hoop-Schacht IV (2005)

1948/49 wurde die Brückenbergschachtbahn noch bis zum Morgensternschacht IV (später: Martin-Hoop-Schacht IV) verlängert. Dieser war bislang nur als Wetterschacht in Betrieb und wurde zur Ausbeutung des Mülsenfeldes zum Hauptförderschacht ausgebaut. Die Kohletransporte begannen dort im Juli 1949.
Die Kohleförderung im Zwickauer Revier wurde immer unrentabler, was Ende der 1960er-Jahre letztlich zum Beschluss zur planmäßigen Einstellung des Steinkohlebergbaus seitens der Regierung der DDR vom 21. Dezember 1967 führte. Ab 1. Juli 1968 wurden die eigenständigen Werkbahnen der Steinkohlenwerke als Werkbahn dem VEB Steinkohlenkokereien „August Bebel“ unterstellt. Die Förderung des letzten verbliebenen Werkes wurde 1978 eingestellt.
Auf den ehemaligen Schachtgeländen wurde Nachfolgeindustrie angesiedelt, so dass die Kohlebahn fast im bisherigen Umfang in Betrieb blieb. Größter Anschließer war nun der VEB Steinkohlenkokereien August Bebel, der täglich acht Ganzzüge mit Koks versandte. Zum Betrieb der Kokerei kam Importkohle zum Einsatz, die ebenfalls per Bahn angeliefert wurde.
Der Niedergang der Kohlenbahn kam dann erst infolge der politischen Wende in der DDR 1989/90. Die Kokerei stellte im März 1992 ihren Betrieb ein. Einziger Nutzer war danach das Kraftwerk auf dem Gelände des ehemaligen Brückenbergschachtes III, welches aber auch bis 1998 stillgelegt wurde. Am 21. Dezember 1998 wurde der Bahnhof Pöhlau letztmals planmäßig mit einem Güterzug bedient. Am 31. Dezember 1998 wurde die Strecke gesperrt, aber nicht abgebaut. Die Grundstücke und Anlagen befinden sich heute im Eigentum der Zwickauer Energieversorgung GmbH.
Die Brücke zum Martin-Hoop-Werk über das Pöhlauer Tal wurde Ende 2019 entfernt.

## Förderverein

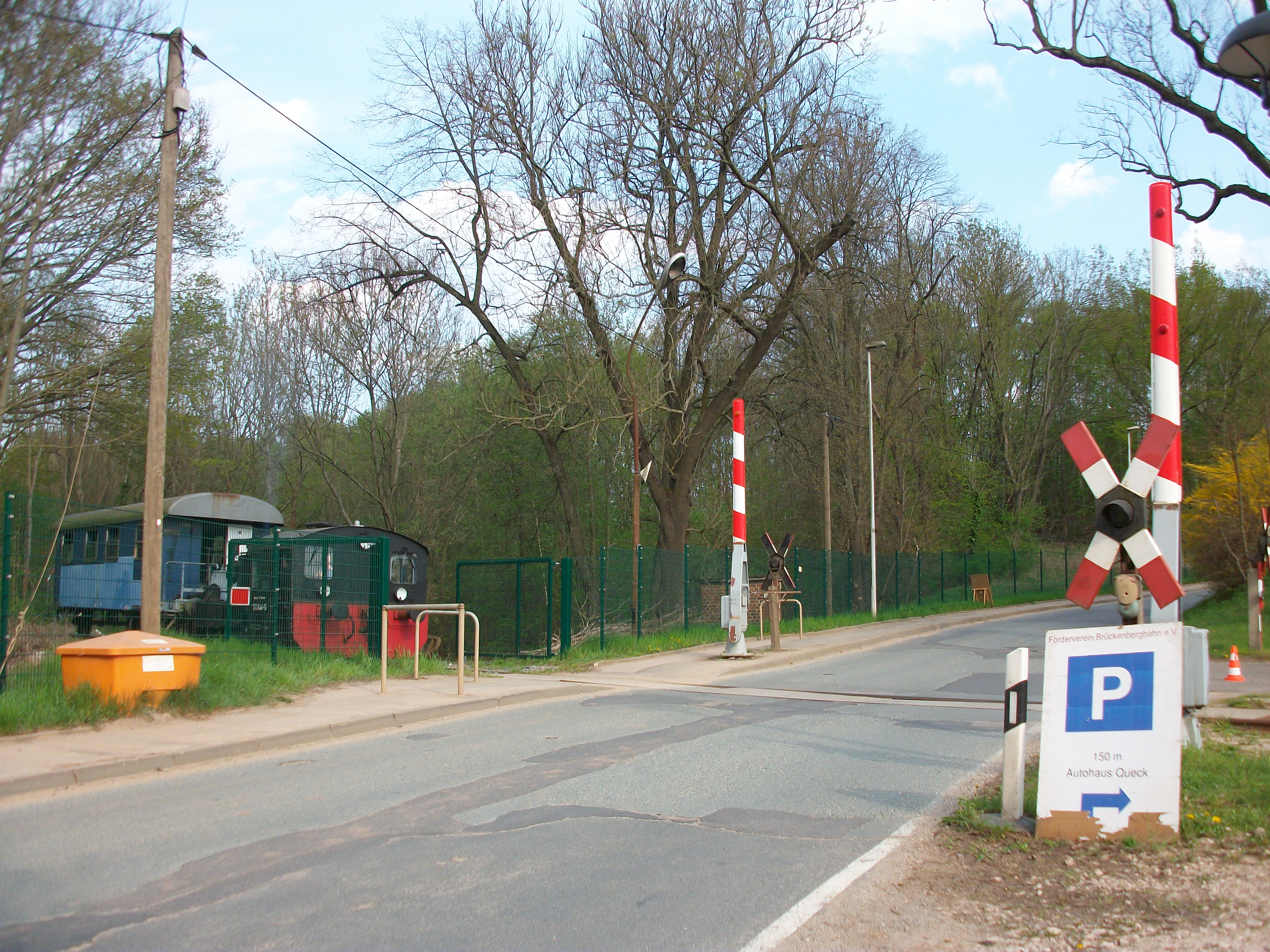
Brückenbergschachtbahn, Bahnübergang Reinsdorfer Straße (2018)

Seit dem Jahr 2006 arbeitet der Förderverein Brückenbergbahn e. V. an der Wiederinbetriebnahme einer 4,5 km langen Teilstrecke zwischen dem neuen Haltepunkt Gartenanlage und dem Bahnhof Zwickau-Pöhlau, um dort einen musealen Eisenbahnbetrieb einzurichten. Die erste öffentliche Fahrt fand am 6. Januar 2010 statt. 
Seit September 2012 führt der Förderverein regelmäßig Fahrtage auf der Strecke zwischen dem Stellwerk W3 und dem Pöhlauer Bahnhof durch, bei denen eigene Fahrzeuge zum Einsatz kommen.

## Streckenbeschreibung

### Verlauf

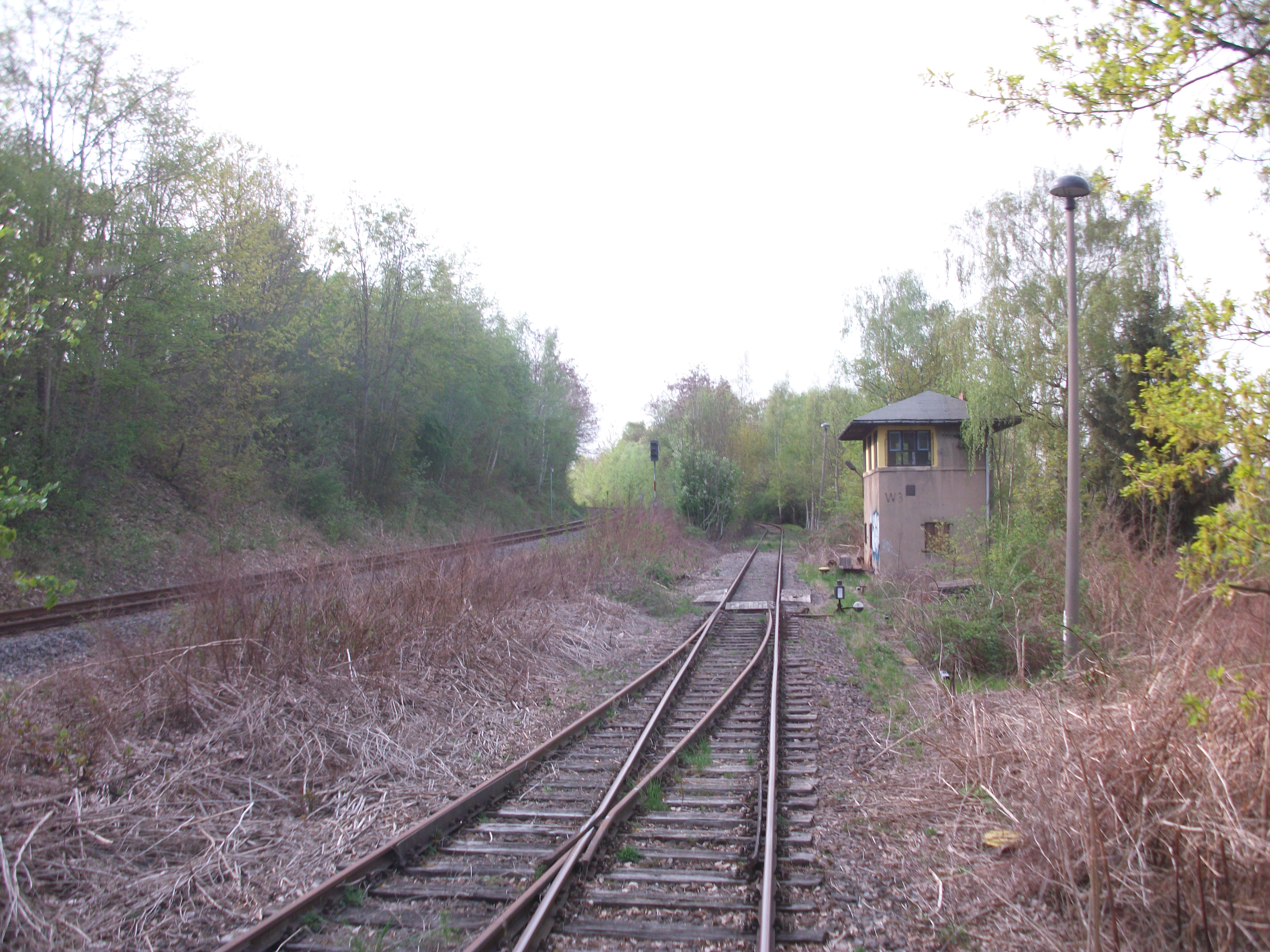
Abzweig der Brückenbergschachtbahn am Stellwerk W3 (2018)

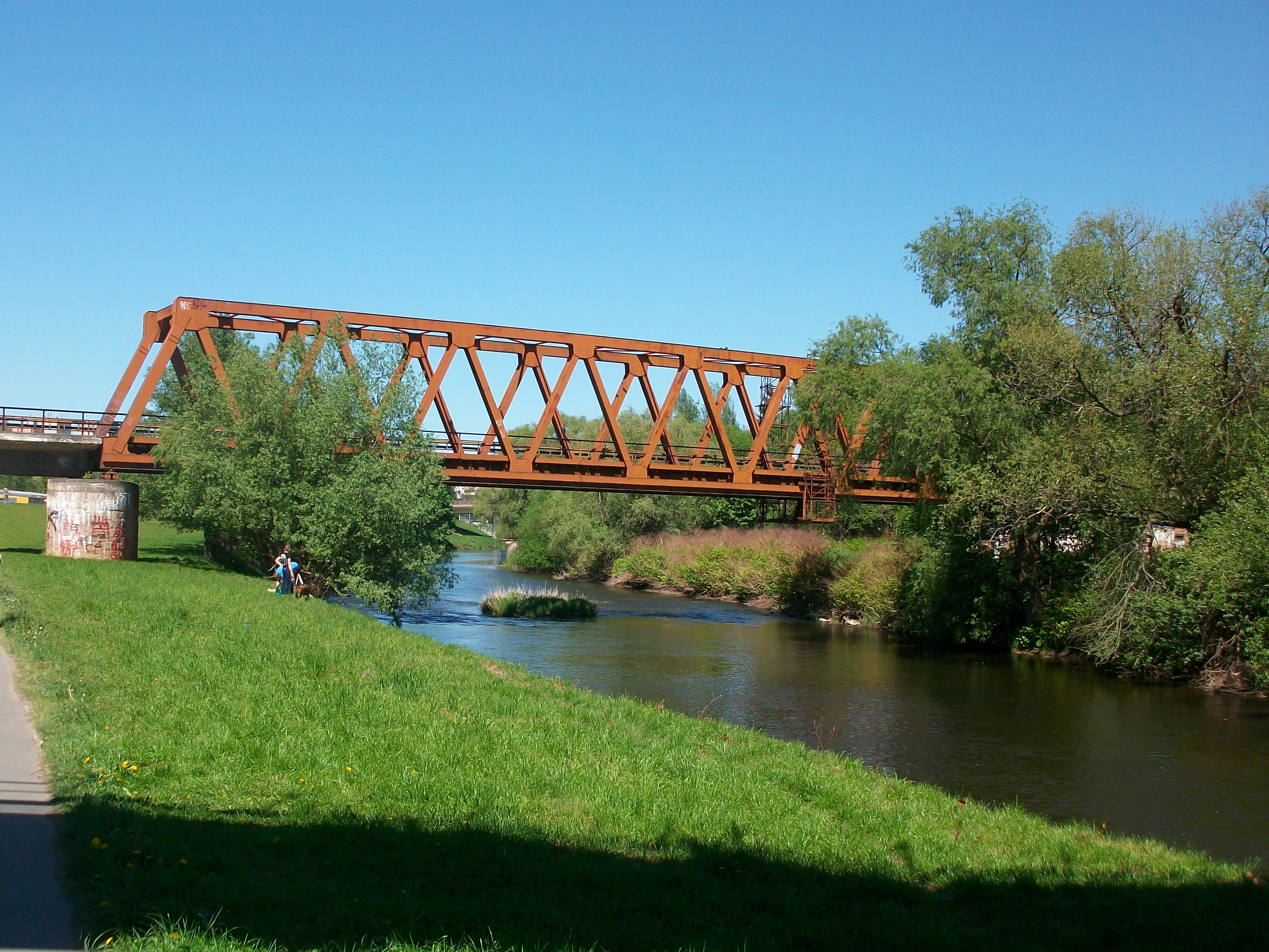
Zwickau, Muldenbrücke der Brückenbergschachtbahn (2018)

Die Trasse begann nahe dem Zwickauer Hauptbahnhof am Stellwerk W3, umfuhr südlich das Zwickauer Stadtzentrum und führte nach Überquerung der Zwickauer Mulde und der Reinsdorfer Straße mit größerer Steigung entlang des Pöhlauer Bachs zum Sammelbahnhof Pöhlau. Von dort waren mit Zweiggleisen die Schächte direkt angeschlossen.

### Betriebsstelle
Pöhlau ⊙

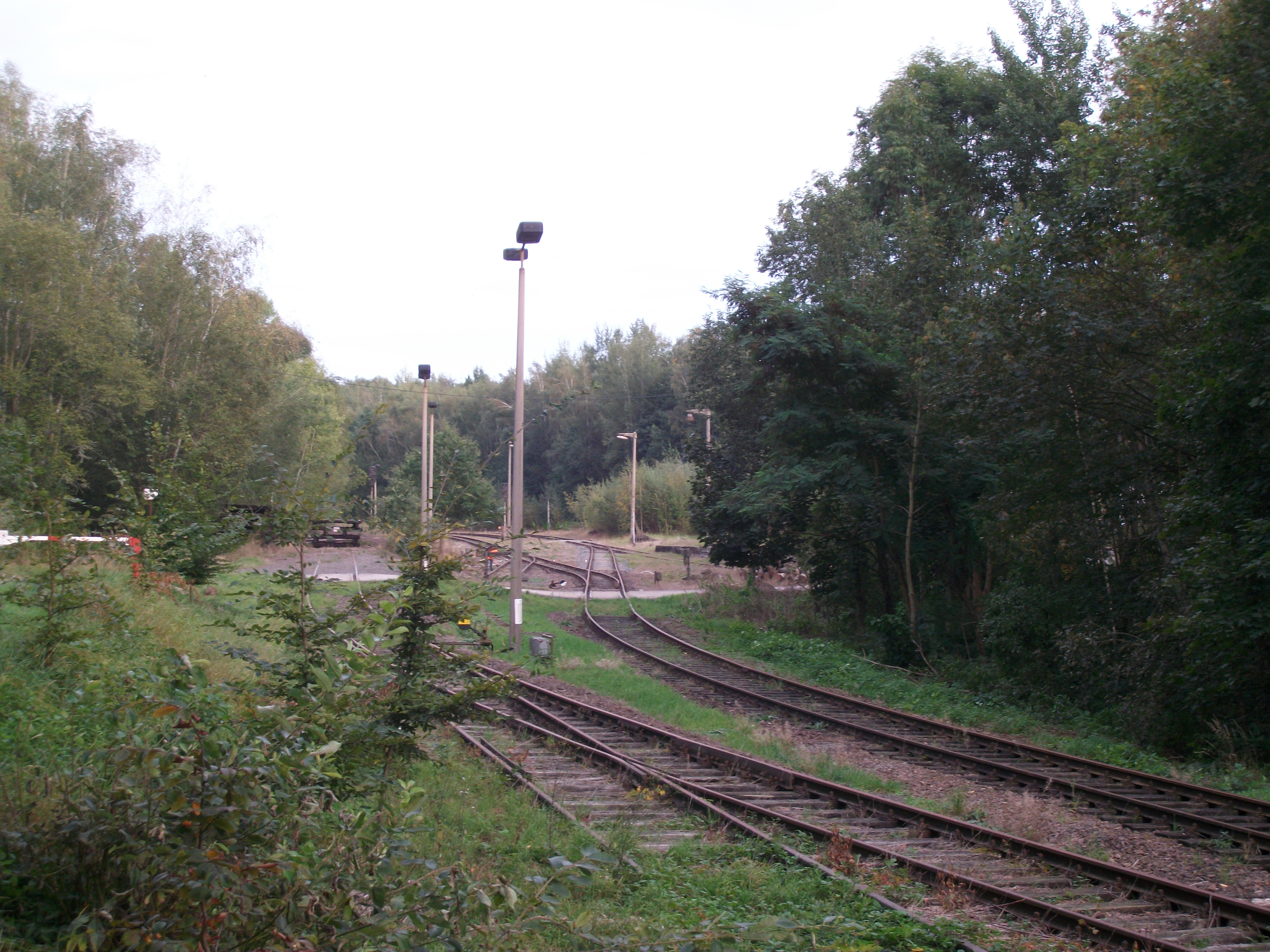
Güterbahnhof Pöhlau (2016)

Der Güterbahnhof Pöhlau wurde im September 1872 als zentraler Sammelbahnhof des Zwickauer Brückenberg-Steinkohlenbau-Vereins zusammen mit der Kohlebahn eröffnet. Er diente u. a. dem Abtransport der Steinkohle, die in den Schächten unter dem Brückenberg östlich von Zwickau gefördert wurde. Diese waren über Zweiggleise mit dem Bahnhof verbunden. Nach 1900 wurde der Bahnhof Pöhlau zu einem leistungsfähigen Sammelbahnhof ausgebaut. Ab 1949 wurde der Bahnhof Pöhlau durch den VEB Steinkohlenwerk Karl Marx verwaltet.
Infolge der politischen Wende in der DDR 1989/90 erlebte die Industriebahn ihren Niedergang. Am 21. Dezember 1998 wurde der Bahnhof Pöhlau letztmals planmäßig mit einem Güterzug bedient. Seit dem Jahr 2012 führt der Förderverein Brückenbergbahn e. V. auf dem Streckenabschnitt zwischen dem Stellwerk W4 und dem Pöhlauer Bahnhof regelmäßige Fahrtage durch.

### Zweigbahnen und Anschlussgleise
Anschl. Tiefbauschacht I und II / Friedrich-Nickolay-Schacht
Die beiden Tiefbauschächte wurden 1880 durch den Erzgebirgischen Steinkohlen-Actien-Verein abgeteuft. Die Anschlussgleisanlage ging am 11. September 1882 in Betrieb. Die Schächte wurden 1940 stillgelegt und verfüllt. 1953 wurde der Tiefbauschacht I durch den VEB Schachtbau Nordhausen wieder aufgewältigt und diente fortan als zentraler Wasserhaltungsschacht (Friedrich-Nickolay-Schacht) für alle verbliebenen Zwickauer Steinkohlenwerke. 1969 wurde der Anschluss aufgelassen und abgebaut.
Anschl. Brückenbergschacht I / Karl-Marx-Schacht I

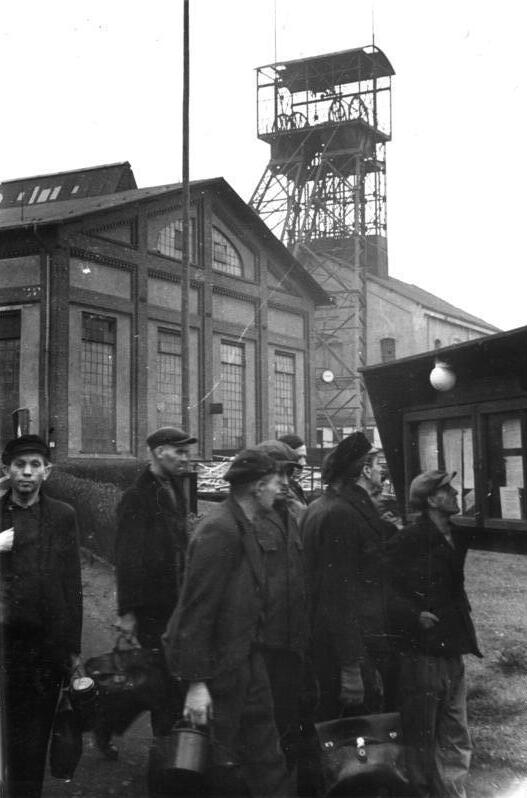
Karl-Marx-Schacht I (1948)

Der Brückenbergschacht I wurde ab 1859 als Einigkeitsschacht auf dem Brückenberg abgeteuft. Er gehörte nach 1945 als Karl-Marx-Schacht I zum VEB Steinkohlenwerk Karl-Marx und förderte bis 1968. Die Anschlussbahn wurde wegen ihrer ursprünglich großen Neigung sowie der Straßenquerung 1958 neu trassiert. Vom Gleis nach Schacht III wurde der Anschluss im Bogen nach Norden über das Pöhlauer Tal geführt. Dazu wurde eine neue Brücke errichtet, die am 19. April 1958 eingeweiht wurde. Der als Nachfolgeindustrie auf dem Schachtgelände angesiedelte VEB Metalleichtbaukombinat Plauen nutzte die Anschlussbahn noch bis um 1990, heute ist sie abgebaut. Die Brücke wurde 1997 abgerissen und die Widerlager abgebrochen.
Anschl. Brückenbergschacht II / Karl-Marx-Schacht II
Der Brückenbergschacht II wurde 1861 als Ernst-Julius-Schacht abgeteuft.
Anschl. Brückenbergschacht III / Karl-Marx-Schacht III
Die Anschlussbahn zum Brückenbergschacht III wurde 1892 eingerichtet, indem die bestehende Zweigbahn zum Brückenbergschacht II um 740 m verlängert wurde. Auf dem Gelände entstand später das Grubenkraftwerk (Kraftwerk „Karl Marx“), das auch nach Stilllegung des Zwickauer Steinkohlebergbaues noch weiter betrieben wurde. Der Anschluss wurde bis 1997 bedarfsweise mit Kohleganzzügen für die Versorgung des Kraftwerkes bedient.
Anschl. Brückenbergschacht IV / Karl-Marx-Schacht IV

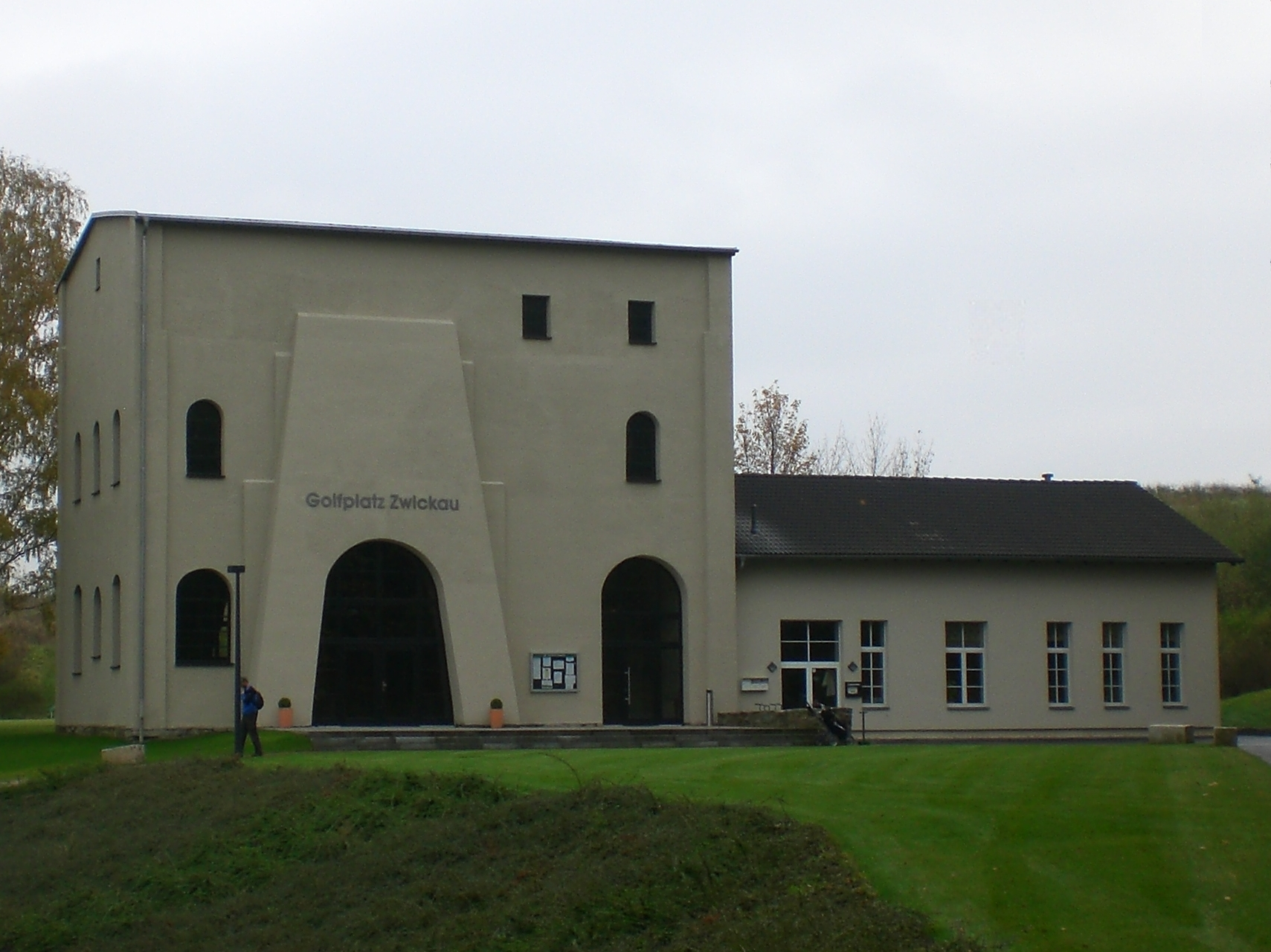
Karl-Marx-Schacht IV (2009)

Der Brückenbergschacht IV wurde ab 1874 südlich der bestehenden Schächte abgeteuft. Die Zweigbahn mit einer Gleislänge von 1548 Metern wurde 1880 eingerichtet.
Anschl. Morgensternschacht III / Martin-Hoop-Schacht III
Der Morgensternschacht III wurde 1904 abgeteuft und war zu jener Zeit mit 1082 Metern der tiefste Schacht Deutschlands. Die Zweigbahn zum Morgensternschacht III wurde bis 1909 durch das Dresdner Bauunternehmen Seim & Rhede errichtet. Eine Besonderheit der Strecke war die doppelte Spitzkehre, um den großen Höhenunterschied vom Bahnhof Pöhlau zum Schacht zu überwinden. Nach der Stilllegung des Schachtes wurde auf dem Gelände der VEB Elektromotorenwerk Thurm eingerichtet.
Anschl. Betonplattenwerk
Das Betonplattenwerk des Wohnungsbaukombinates Karl-Marx-Stadt gehörte zu den Nachfolgeindustrien des Steinkohlenbergbaues. Es wurde am 8. Oktober 1979 auf dem Gelände westlich der heutigen Bundesstraße 173, gegenüber dem Gelände des Martin-Hoop-Schachtes IV mit einem eigenen Gleisanschluss in Betrieb genommen.
Anschl. Martin-Hoop-Schacht IV/IVa
Der Martin-Hoop-Schacht IV war in den letzten Jahrzehnten des Zwickauer Steinkohlenbergbaues der Hauptförderschacht. Der Gleisanschluss entstand 1948/49, indem die zum Morgensternschacht III führende Zweigbahn um 1,6 Kilometer verlängert wurde. Nach der Stilllegung des Schachtes 1978 wurde der Anschluss durch den VEB Bergbauausrüstungen weiter benutzt.